# 메리 시콜
메리 제인 시콜(Mary Jane Seacole, 1805년 ~ 1881년 5월 14일)은 영국 빅토리아 시대에서 활약한 자메이카 출신 물라토인 간호사이다. 어머니로부터 물려받은 약초에 대한 지식과 전통 요법을 이용하여 간호원을 운영하고 있었지만, 크림 전쟁의 의료인들이 부족하다는 참상을 듣고 간호사로 지원하기 위해 런던으로 갔다. 하지만 나이팅게일 간호단을 비롯한 여러 곳에서는 인종 차별을 이유로 그녀를 거부했고, 결국 그녀는 최전방에 가서 간호원을 차리기 이른다. 그녀는 자신의 돈을 내면서 까지도 병사들을 위해 활동하였고, 그녀는 병사들로부터 '어머니'라는 호칭으로 불리게 되었다. 하지만 전쟁이 끝난 후, 나이팅게일에 의해 가려져, 그녀의 존재는 잊혀지지만 그녀에게 간호를 받았던 병사들은 그녀의 노후를 지켜준다. 병사들은 그녀가 훈장을 받을 수 있도록 지지했고, 그 결과 그녀는 터키, 영국, 프랑스에서 훈장을 받기에 이르게 된다. 하지만, 그녀는 결국 1881년 5월 14일 죽음에 이른다.
1857년에는 영국의 흑인 여성으로는 최초로 자서전을 출간했다. 100년 이상이 흐른 2005년 어느날 우연히 액자속 그림을 보호하던 뒷면 종이로 이용된 것을 발견되었다. 그리고 그녀의 초상화에 훈장이 그려지게 되면서 그녀의 업적도 밝혀지게 된다. 그리고 지금 그 초상화는 현재 런던에 있는 국립 초상화 갤러리에 전시 되고 있다.